# Новая Надежда (Дагестан)
Новая Надежда — населённый пункт (не имеет официального статуса) в Бабаюртовском районе Дагестана.

## Географическое положение
Расположен в 7 км к юго-востоку от села Татаюрт на канале Шпренгель.

## Этимология
Первоначально село называлось Neu-Hoffnung (Ней-Гоффнунг) (в переводе с немецкого Новая Надежда), так как переселенцы связывали своё переселение с надеждой на лучшую жизнь. Так же село имело и второе название — Шисс, по видимому по фамилии одного из основателей.

## История
Село основано в начале XX века немцами-лютеранами, переселенцами — швабами. Рядом с селом также располагались немецкие колонии Эйгенгейм (ныне Татаюрт) и Шпренгель. Село в короткие сроки становится крупным сельскохозяйственным центром. Переселенцами впервые в Терской области была внедрена высокопродуктивная молочная порода КРС — красная. 
7 августа 1915 года колония Нейгофнунг переименована в хутор Ново-Надеждинский.
В 1934 году в селе организуется колхоз имени Горбунова. Для полива земель и получения больших урожаев к селу жителями были проведены каналы из рек Аксая и Терека.
На основании постановления СНК ДАССР от 14 августа 1939 г. «О сселении хуторских населённых пунктов колхозов Бабаюртовского района в их основные населённые пункты» все население хутора Казан-Кулак в количестве 35 хозяйств (в основном чеченцы) было переселено на центральную усадьбу колхоза имени Горбунова в село Новая Надежда.
В 1941 году в селе проживало 83 немецкие семьи.
На основании секретного постановления ГКО № 827 «О переселении немцев из Дагестанской и Чечено-Ингушской АССР» от 22 октября 1941 года все немецкое население Дагестана, в том числе и села Новая Надежда, были выселены в Сибирь и Казахстан.
В село вселяются жители соседних населённых пунктов, в основном ногайцы и кумыки. В середине 50-х годов село Новая Надежда было ликвидировано как неперспективное, а его жители переселены в более крупные соседние села.
С развитием рисоводства на территории Бабаюртовского района на месте села организуется межколхозная МТС «Новонадеждинская». С этой МТС начинается постепенное возрождение населённого пункта.

## Население
По данным на начало 1939 года в селе проживало 289 человек, в том числе 148 мужчин и 141 женщина.

## Промышленность
В селе располагается межхозяйственная (межколхозная) МТС «Новонадеждинская», которая располагает рисоводческой техникой.

## Археология
В 3 км юго-западнее села Новая Надежда расположен памятник археологии (код памятника: 0510020000) Новонадеждинское городище (Городище Новая Надежда) остатки укреплённого города в Хазарском каганате.